# Westmorland—Kent
Westmorland-Kent était une circonscription électorale fédérale du Nouveau-Brunswick, au Canada, dont le représentant a siégé à la Chambre des communes de 1966 à 1987. 

## Histoire
Cette circonscription a été créée en 1966 par la fusion de la circonscription de Kent, à l'exception des paroisses de Acadieville et Carleton, et de la circonscription de Westmorland, à l'exception des paroisses de Moncton et de Salisbury, de la cité de Moncton et de la ville de Dieppe.
En 1976, la partie de la paroisse de Dorchester comprenant la ville de Dieppe fut enlevée pour être incorporée à la circonscription de Moncton.

## Liste des députés successifs
Cette circonscription fut représentée par les députés suivants :
|  | Législature | Date élection    | Député            | Profession       | Parti   |
|  | ----------- | ---------------- | ----------------- | ---------------- | ------- |
|  | 28e         | 25 juin 1968     | Guy Crossman      | Entrepreneur     | Libéral |
|  | 29e         | 30 octobre 1972  | Roméo Leblanc     | Journaliste      | Libéral |
|  | 30e         | 8 juillet 1974   | Roméo Leblanc     | Journaliste      | Libéral |
|  | 31e         | 22 mai 1979      | Roméo Leblanc     | Journaliste      | Libéral |
|  | 32e         | 18 février 1980  | Roméo Leblanc     | Journaliste      | Libéral |
|  | 33e         | 4 septembre 1984 | Fernand Robichaud | Homme d'affaires | Libéral |